# La Belle de Mexico (film, 1956)
Cet article concerne le film d'Alfredo B. Crevenna. Pour le film de Theodore Reed, voir La Belle de Mexico (film, 1938).
La Belle de Mexico (titre original : Donde el círculo termina) est un film mexicain réalisé par Alfredo B. Crevenna, sorti en 1956.

## Synopsis
Isabelle est une très belle femme entretenue par le richissime Raoul qu'elle pousse à assassiner son épouse. L'affaire se complique quand l'épouse tue elle-même son propre amant.

## Fiche technique
- Titre : La Belle de Mexico
- Titre original : Donde el circulo termina
- Réalisation : Alfredo B. Crevenna
- Scénario : Alfredo B. Crevenna / Luis Spota
- Production : Adolfo Lagos
- Société de production : La cinematografica latina
- Musique :
- Photographie : Rosario Solano
- Pays d'origine : Mexique
- Genre : Film noir
- Durée : 90 minutes
- Dates de sortie : 
  -  Mexique : 11 avril 1956
- Date de sortie DVD :  France : 8 janvier 2011

## Distribution
- Sara Montiel : Isabella
- Raúl Ramírez : Raoul
- Nadia Haro Oliva : Gabriella
- Jorge Martin de Hojas : Carillo